# بوبیستا
بوبیستا (انگلیسی: Bubista؛ زادهٔ ۶ ژانویهٔ ۱۹۷۰) بازیکن سابق و مربی فوتبال است.
وی همچنین در تیم ملی فوتبال کیپ ورد بازی کرده‌است.